# Пётр Фридрих Георг Ольденбургский
Пётр Фридрих Георг (Гео́ргий Петро́вич) Ольденбу́ргский  (нем. Peter Friedrich Georg von Oldenburg, 9 мая 1784, Ольденбург — 15 (27) декабря 1812, Тверь) — принц Ольденбургский, сын герцога Петра Ольденбургского и Фридерики Вюртембергской, зять российского императора Павла I, генерал-губернатор сначала Эстляндии, затем — Тверской, Ярославской и Новгородской губерний, главный директор путей сообщения Российской империи. От его брака с великой княжной Екатериной Павловной происходит русский род Ольденбургских.

## Биография
Родился 9 мая 1784 году в Ольденбурге, второй сын герцога Ольденбургского Петра-Фридриха-Людвига и вюртембергской принцессы Фредерики-Елизаветы-Амалии-Августы, сестры императрицы Марии Фёдоровны.

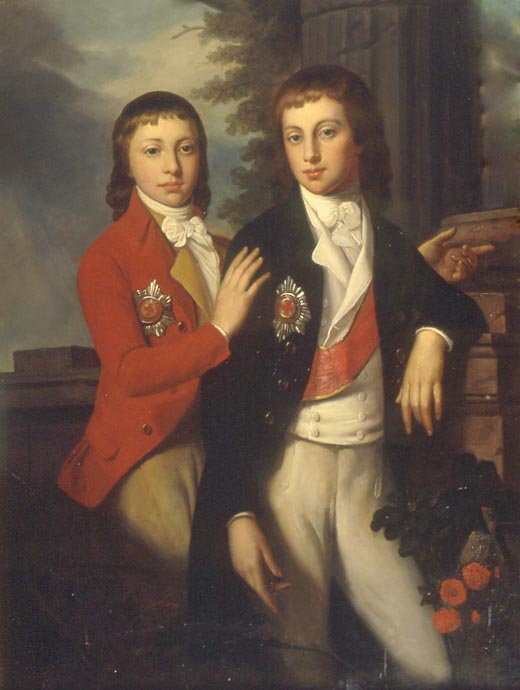
Принцы Август и Георгий, 1790-е

Первоначальное образование принц получил под руководством известного педагога и учёного Христиана Крузе, который находился при принце и во время прохождения последним курса наук в Лейпцигском университете. По окончании образования, принц вместе с братом совершил путешествие в Англию; в 1808 году прибыл в Россию, и начал государственную службу, сначала в качестве эстляндского генерал-губернатора. В этой должности принц энергично занялся приведением в порядок управления Эстляндией, причём предметом особенной заботы принца был неуклонный надзор за правильным течением дел о крестьянах и ограждение юридических прав последних.
В конце того же 1808 году принц вернулся в Петербург, где 3 августа 1809 года сочетался браком с великой княжной Екатериной Павловной. В тот же день принц Георгий Петрович получил титул Его Императорского Высочества и вскоре был назначен генерал-губернатором трёх губерний: Тверской, Ярославской и Новгородской — с целью объединения этого края — и главным директором путей сообщения, в особенности с целью усилить в России судоходство. Молодые водным путём уехали во второй половине августа того же года в Тверь, которая была избрана главной резиденцией принца. По прибытии в Тверь принц немедленно и энергично вступил в отправление своих обязанностей.
Ещё 16 июля 1809 года во время пребывания в Петербурге им была учреждена «экспедиция водяных сообщений» на место прежнего «департамента водяных коммуникаций» с его медлительным производством и слабым контролем действий; после окончания множества накопившихся в нём за прежние годы дел, департамент был закрыт. 20 августа принцу было предоставлено право назначать по своему выбору и согласию чиновников на места во вверенных его надзору губерниях. Как центральное учреждение для 3-х губерний принцем была учреждена «канцелярия генерал-губернатора», подразделявшаяся на три отделения: уголовное, гражданское и полицейское. 30 августа по ходатайству принца к управлению водяными путями сообщения была присоединена «экспедиция об устройстве дорог в государстве», находившаяся до того времени в Петербурге. Таким образом, в ведении принца перешли и сухопутные пути сообщения.
19 октября на реке Тверце было окончено устройство бечевника, и начато углубление Ладожского канала. По внутреннему управлению губерний также было сделано принцем немало улучшений. В 1809 году был учреждён в Твери «комитет для подробного рассмотрения и соображения способов к благоустройству в Твери», подобные же комитеты были открыты принцем в Ярославле и Новгороде. Исследуя дела, поступавшие в его канцелярию, принц обратил внимание на большой беспорядок в судопроизводстве и на запущенное состояние прежних дел, и 2 ноября подал государю проект: «о мерах к успешному окончанию дел в уездных и земских судах», в котором он указывал на то, что число нерешённых дел в судах возрастает из года в год и что это следует приписать безответственности судей, служащих по дворянским выборам; для приведения же в порядок и окончание дел следует, по замещении на новых условиях этих мест новыми судьями, прежних чиновников оставить на местах до окончания прежних дел, предоставив дворянам вопрос о плате им жалованья.
Таким образом, составились «временные нижние земские суды». Заботы по наблюдению за окончанием старых дел во всех уездных судах губерний принц взял на себя. 14 ноября государь высказал полное одобрение по поводу этих мер, причем в рескрипте собственноручно написал: «Полагаемые вами меры для окончания дел нахожу я и весьма основательными, и справедливыми… Я предполагаю распорядок сей обратить даже в общее для всех губерний правило на подобные сему случаи». 20 ноября принц учредил при «экспедиции водяных сообщений» особый совет. Всё управление было им разделено на 10 округов, охвативших сетью всю Россию. Для службы в них был учрежден «корпус инженеров» на военном положении, и для земляных и иных работ при прорытии каналов и проч. была составлена «мастеровая бригада». Для упорядочения судоходства и для надзора за этим была предназначена особая «Полицейская команда».
Чтобы места в корпусе инженеров замещались образованными и сведущими чиновниками, принц учредил в Петербурге Институт Корпуса Инженеров (Институт Путей Сообщения). Все эти нововведения было предложено обсудить Государственному Совету, и государь с большим одобрением утвердил проект и программы принца. В конце ноября 1809 года Тверь посетил император, да и вообще в резиденцию Ольденбургских нередко съезжались члены царской фамилии и лучшего общества обеих столиц; во дворце принца находили радушный прием и художники, и писатели (напр. Карамзин), к которым Ольденбургские относились весьма покровительственно, тем более, что принц и сам был не чужд искусства и литературы.

Нередко источником вдохновения служила принцу его нежная привязанность к супруге. Сборник стихотворений принца, под названием: «Поэтические попытки», украшенный рисунками и арабесками работы великой княгини Екатерины Павловны был напечатан в Москве в 1810 году. Зная прекрасно древние языки, принц увлекался произведениями классической литературы, перевёл на русский язык «Оды» Горация. 

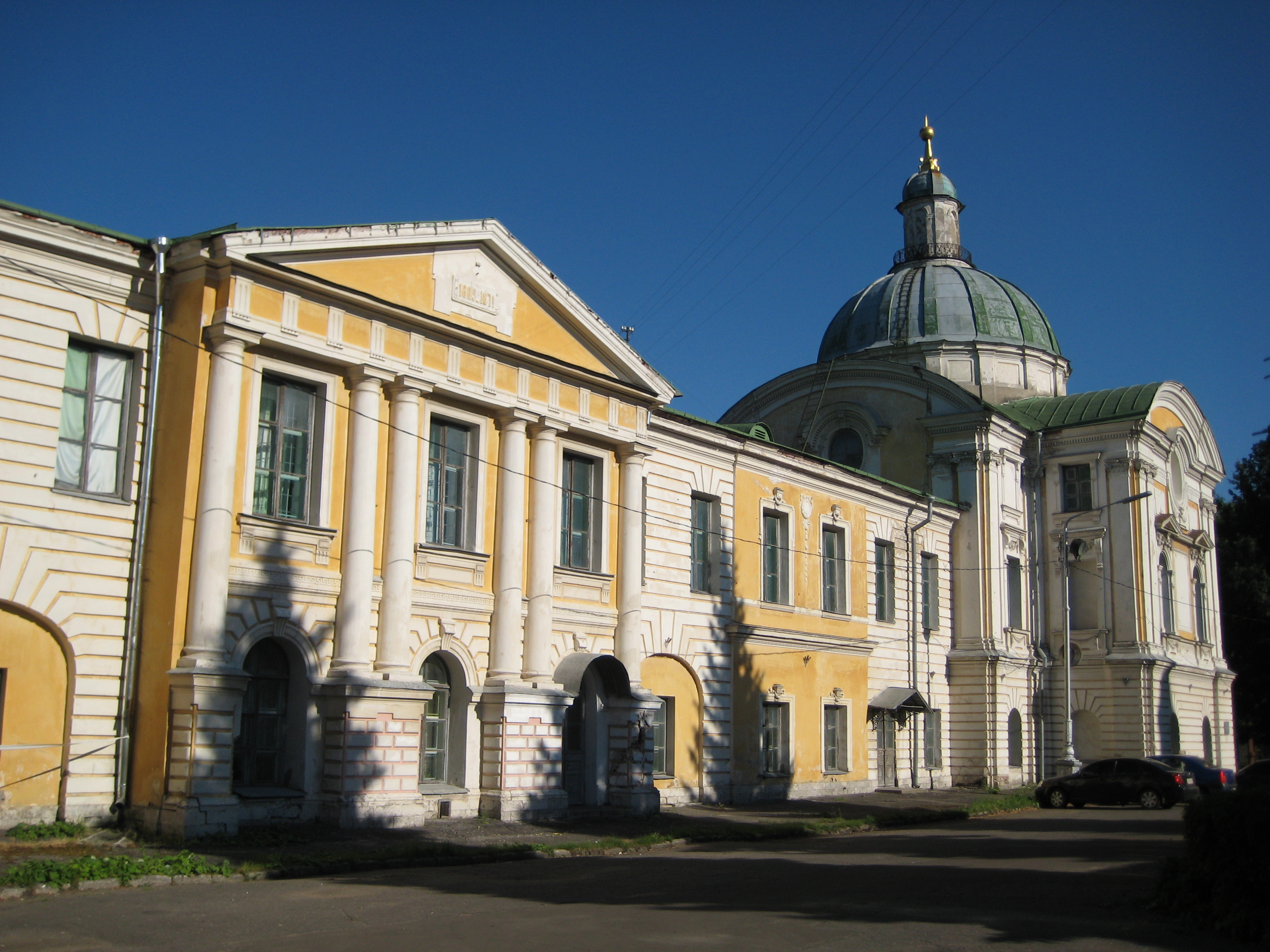
Генерал-губернаторский дворец в Твери

Энергичный и пунктуальный, любивший входить лично даже в детали дел, подлежащих ведению его канцелярий, принц всегда был завален работой. 12 февраля 1810 года были установлены принцем правила о нагрузке судов и о их размере. 29 октября было открыто судоходство по реке Волге через Вышневолоцкий канал до Санкт-Петербурга и выработаны точные правила судоходства. В то же время, принц не оставлял без внимания и внутреннее управление губерниями. Особенно он занялся делами юридического характера; так, стараясь смягчить неизбежное при некоторых преступлениях телесное наказание, принц рекомендовал судьям возможную гуманность по отношению к преступникам. 14 мая 1810 года принц обратил внимание государя на чрезмерную строгость наказания крестьян за порубки, и на то, какой вред деревням приносит ссылка крестьян на поселение. Государственный Совет, рассмотрев доклад принца, по этому делу решил заменить ссылку в Сибирь штрафом.
В июле 1811 года принц с отцом и супругой посетил Мариинский и Тихвинский каналы, чтобы осмотреть совершаемые там работы, а в конце 1811 года совершил путешествие по Березинскому каналу. 23 декабря принц представил государю отчет о соединении Себежского озера с рекой Дриссой. В ответ на этот отчёт государь в особом приказе говорил: «сие приемлю я новым опытом деятельной вашей попечительности и поспешаю изъявить вам совершенную Мою признательность»; к 26 февраля 1812 года была приведена в судоходное положение река Горынь Волынской губернии.
Начавшаяся война оторвала принца от исполнения обычных служебных обязанностей. В марте 1812 года принц по Высочайшему повелению отправился в город Вильно, служивший в то время центральным пунктом расположения русских войск. В конце того же года, по отступлении русских войск от границы, принц покинул армию. Ему было поручено собрать народное ополчение в губерниях Тверской, Новгородской и Ярославской. Для этого в августе принц переехал в Ярославль, где и оставался до конца ноября. Из Ярославля принц принимал меры к охранению всех трёх губерний и тракта между Петербургом и Ярославлем, формировал народное ополчение (уже в августе из помещичьих крестьян был сформирован корпус в 35 тыс. чел.), устраивал лазареты, снабжал продовольствием проходившие через губернии полки и распределял по городам военнопленных.
Супруга принца, великая княгиня Екатерина Павловна, также приняла близкое участие в общем патриотическом движении: она на собственный счёт сформировала батальон, принявший вскоре участие во многих славных сражениях. Во второй половине ноября 1812 года принц и его супруга возвратились из Ярославля в Тверь, и принц тотчас же принялся за прежнюю свою деятельность, не оставляя, однако, мысли вернуться к армии. В начале декабря, он, осматривая госпиталь, заболел; в ночь с 14 на 15 декабря принц скончался от нервной горячки; в январе следующего года тело принца было погребено в Петербурге, а впоследствии (в 1826 году) было перевезено в Ольденбург.

## Образ в кино
- «Багратион» — актёр Анатолий Ведёнкин